# Bertrand Gosselin
Bertrand Gosselin, né le 7 mai 1952 à East-Angus (Estrie, Québec), est un auteur-compositeur-interprète.

## Biographie
Bertrand Gosselin est né le 7 mai 1952  à East-Angus, au Québec.
Une étape importante dans la vie artistique de Bertrand Gosselin est sa rencontre en 1971 avec Jim Corcoran. Il a formé avec lui le duo Jim et Bertrand. Cette complicité dure une dizaine d’années, les entraîne à chanter six mois par an principalement dans les pays ou régions francophones d’Amérique et d’Europe ; elle est aussi l’occasion de produire quatre disques dont le troisième, La Tête en gigue, est consacrée premier prix de la catégorie folk au Festival International de Musique de Montreux en Suisse (avec un disque d’or au Canada),.
Artiste professionnel et polyvalent, sa carrière tant au sein du duo « Jim et Bertrand », qu’à titre individuel, l’a conduit aux quatre coins du monde afin de participer à des événements, festivals et projets d’envergure ainsi que pour y donner des spectacles, ateliers et conférences. C'est un guitariste de formation, qui a aussi introduit la mandolineet la vielle à roue, dans la chanson populaire québécoise.
Il a réalisé 25 albums (quatre avec Jim et Bertrand, neuf en solo, onze pour enfants), dont deux primés à l'échelle internationale et un disque d’or pour La tête en gigue, de même que de nombreuses œuvres dans le cadre d'initiatives cinématographiques, théâtrales et autres.
Il est marié à  Marie-Anne Catry, qui l'assite dans ses spectacles et est aussi chanteuse.

## Champs d'action
Il a œuvré principalement dans ces deux secteurs :
- Arts du cirque
  - Directeur musical de 2 cirques de 1980 à 1985 : Le « Circulaire » et le « Cirque en bicycle »
  - Musicien-équilibriste, clown, jongleur, échassier, funambule et unicycliste

- Arts de la scène (public enfant et public adulte)
  - Auteur-compositeur-interprète
  - Multi-instrumentiste : piano, guitare, mandoline, cornemuse, vielle à roue, percussions, etc.

## Discographie
Albums avec Jim et Bertrand
- 1973 : Jim Corcoran & Bertrand Gosselin
- 1975 : Île d'entrée
- 1977 : La tête en gigue (réédité sur CD en 1999)
- 1979 : À l'abri de la tempête (réédité sur CD en 2016)

Bertrand Gosselin tout public
- 1974 : Bertrand Gosselin (réédité sur DC en 1998)
- 1976 : Dame Musique (réédité sur DC en 1998)
- 1978 : Vive la bonne semence (réédité sur DC en 2008)
- 1980 : En spectacle au Signal (réédité sur DC en 2009)
- 1981 : En l'an dedans (réédité sur DC en 2008)
- 1983 : L'amour, la vie, le temps (réédité sur DC en 2008)
- 1986 : Dragon (réédité sur DC en 2009)
- 1989 : L'arrière-pays des souvenirs
- 1991 : Novo
- 1998 : Quand Isabeau et Dame Musique se rencontrent... (Réédition intégrale des deux premiers albums)
- 2008 : Si la vie vous intéresse...
- 2012 : J'entre dans l'imaginaire
- 2013 : Le temps dans les voiles

Bertrand Gosselin et Marie-Anne Catry
- 2008 : Bonne fête, Québec !

Bertrand Gosselin jeune public
- 1987 : Noël en chants de neige
- 1993 : Par la bouche de mes canons
- 1993 : Pour l'avènement d'une chanson A (En guise d'Espérance)
- 1993 : Pour l'avènement d'une chanson B (Portneuf présente)
- 1994 : Pour l'avènement d'une chanson C (Tous les enfants du monde)
- 1994 : Pour l'avènement d'une chanson D (Histoires d'enfants)
- 1994 : Pour l'avènement d'une chanson E (Des lettres et des mots)
- 1994 : Pour l'avènement d'une chanson F (Amis de la terre)
- 1995 : Pour l'avènement d'une chanson G (Tout simplement)
- 1996 : Pour l'avènement d'une chanson G (Karabudja)